# 徳川誠
徳川 誠（とくがわ まこと、旧字体：德川 誠󠄁、1887年（明治20年）10月31日 - 1968年（昭和43年）11月11日）は、日本の実業家、政治家。爵位は男爵。
浅野セメント株式会社監査役、貴族院議員などを歴任した。

## 来歴

### 生い立ち
江戸幕府第15代征夷大将軍・徳川慶喜の九男。幼少時に指物商の小長井勝次郎の元へ里子に出される（里子より戻って慶喜に挨拶をした際に、町方言葉で「チャン」と慶喜のことを呼び、周囲が大慌てした）。1891年（明治24年）4月、姉・英子とともに静岡高等小学校付属幼稚園に入る。1897年（明治30年）9月、弟・精とともに静岡から東京に移り、学習院に入学する。1908年（明治41年）3月、学習院中等科を卒業。同年、アメリカ合衆国ミシガン州のホープ・カレッジに留学。後に山本重礼の養子となったものの、離籍する。さらに分家して一家の戸主となった。

### 実業家として
アメリカから帰国後、横浜正金銀行に勤務した。アメリカやフランスの支店に赴任し、大正9年に帰国した。帰国後、横浜正金銀行を退職した。その後、浅野セメント監査役に就いた。その間の大正2年（1913年）11月5日には男爵を授けられた。昭和21年（1946年）5月、貴族院男爵議員補欠選挙にて貴族院議員に選出された。貴族院では公正会に所属し、昭和22年（1947年）5月2日の貴族院廃止まで務めた。墓所は谷中霊園の寛永寺墓地。

## 栄典
- 1913年（大正2年）11月5日 - 男爵[4]
- 1926年（大正15年）12月1日 - 従四位[5]
- 1934年（昭和9年）12月15日 - 正四位[6]

## 系譜
- 父：徳川慶喜（1837 - 1913） - 江戸幕府第15代（最後）将軍。
- 母：中根幸（1851 - 1915） - 中根芳三郎の娘。側室。
- 妻：霽子（1896 - 1982） - 男爵名和長憲の娘。
  - 長男：熙（1916 - 1943） - 海軍少佐、太平洋戦争で戦死。
  - 次男：脩（1920 - 1996） - 日本銀行勤務。妻は著述家・山田幸五郎の娘・美恵子。子に康久、公子。